# 中国丝绸城

logo

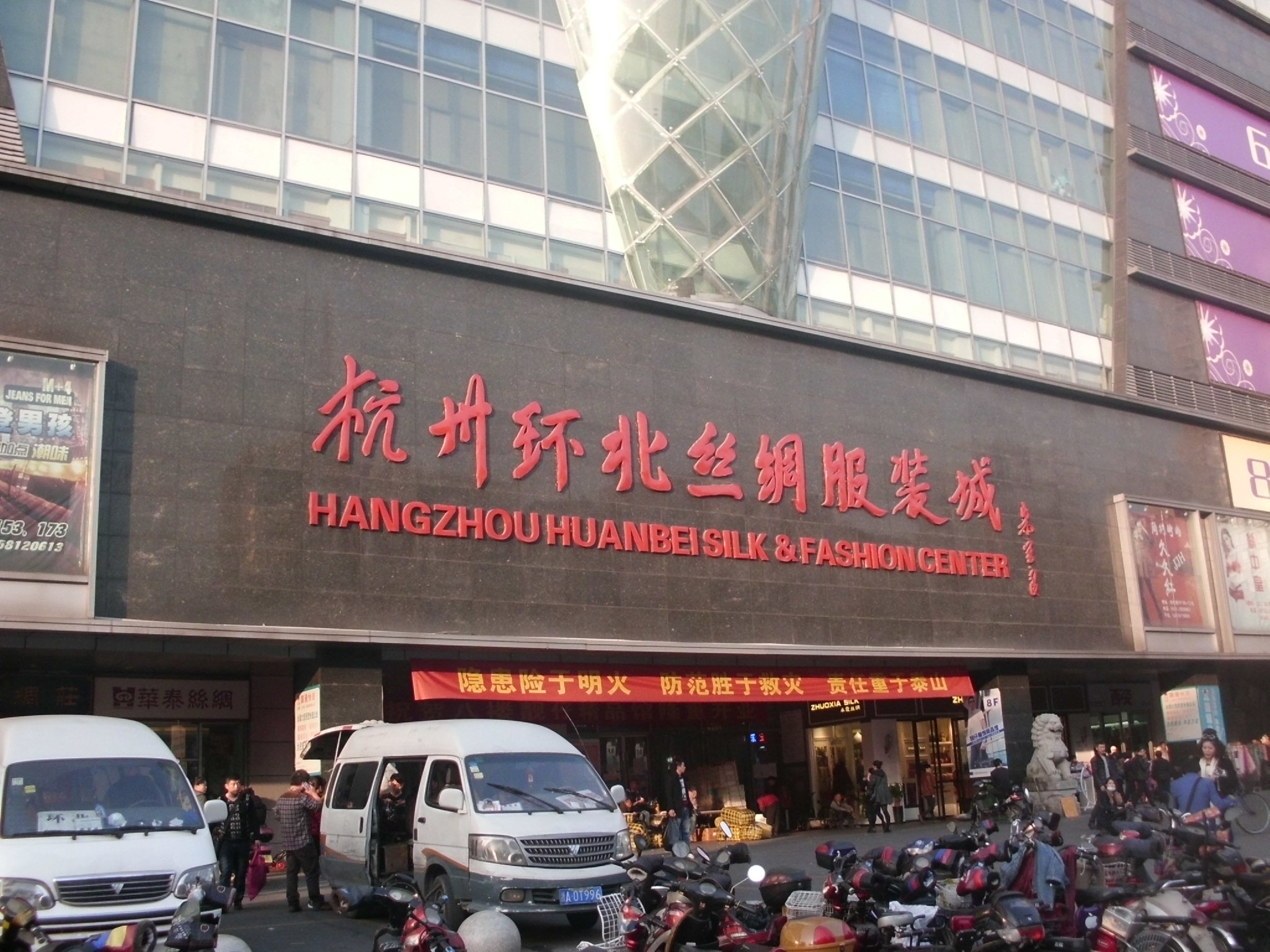
正门

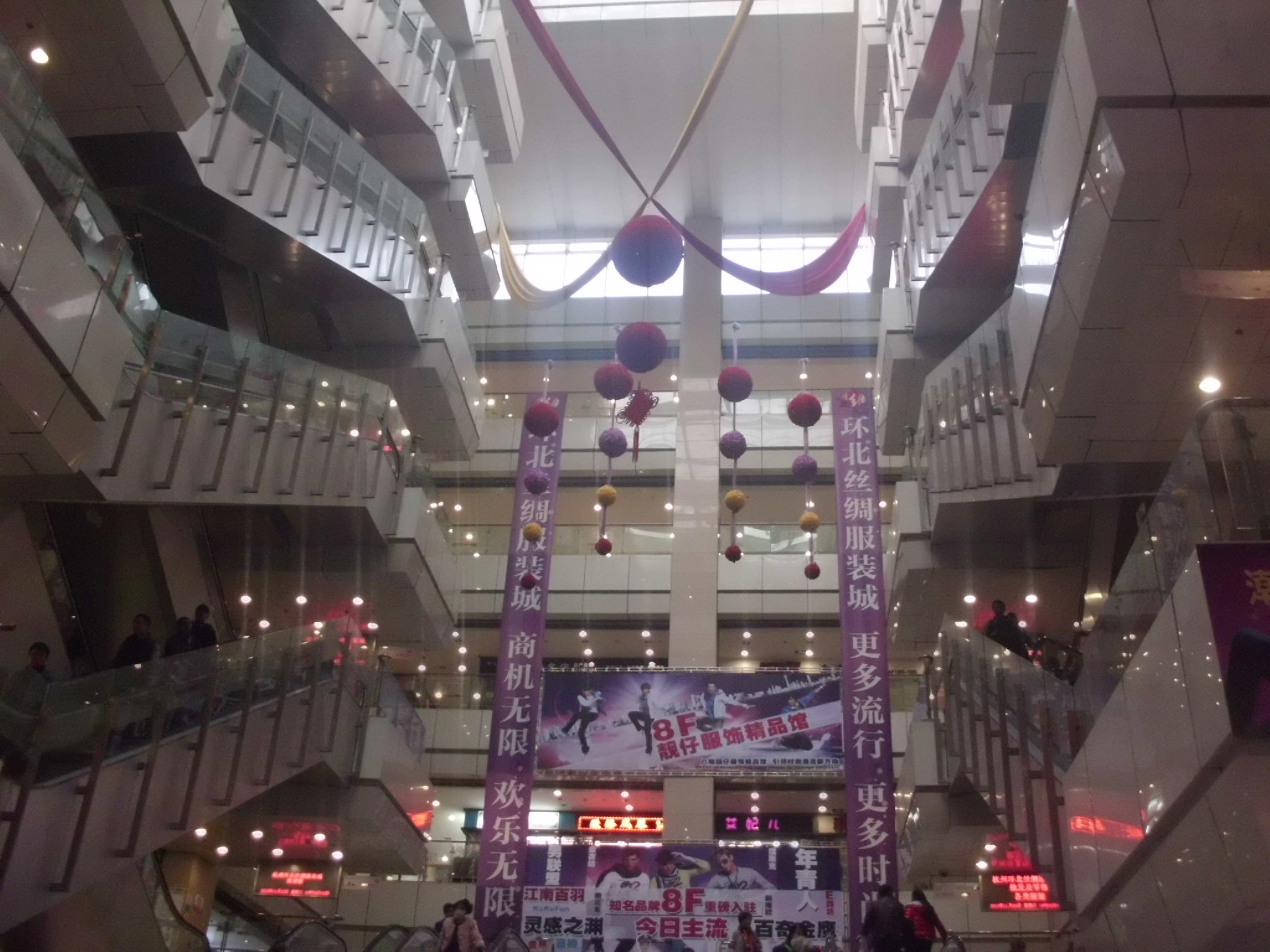
内部

中国丝绸城（Hangzhou China Silk Town）位于杭州市下城区新华路266号，南沿凤起路，创办于1987年11月。已成为全国最大的真丝绸交易中心。
市场占地面积2万多平米，经营各种真丝面料、丝绸服装、丝织工艺品、围巾、领带、丝绸原料和各类纺织品，产品畅销国内外，是目前中国唯一的丝绸专业批发、零售市场。目前有商户800多家，年客流量500万人次，年成交额25亿元。